# 8e étape du Tour d'Italie 1999
La 8e étape du Tour d'Italie 1999 s'est déroulée le 22 mai dans la région des Abruzzes. Le parcours de 250 kilomètres reliait Pescara, dans la province éponyme à Gran Sasso d'Italia dans celle de Teramo. Elle a été remportée par l'Italien Marco Pantani de la formation italienne Mercatone Uno.

## Récit
Dans des conditions climatiques exécrables, Marco Pantani s'envole dans l'ultime ascension de la journée pour aller remporter cette première étape de montagne en solitaire et endosser le maillot rose après seulement une semaine de course. Cependant, les écarts restent serrés et rien n'est joué en prévision du contre-la-montre du lendemain.

## Classement de l'étape
| \| 1. \| Marco Pantani \| \| Mercatone Uno \| en \| \| \| 2. \| José María Jiménez \| \| Banesto \| + \| 23 s \| \| 3. \| Alex Zülle \| \| Banesto \| \| 26 s \| |                    |  |               |    |      |
| 1. | Marco Pantani      |  | Mercatone Uno | en |      |
| 2. | José María Jiménez |  | Banesto       | +  | 23 s |
| 3. | Alex Zülle         |  | Banesto       |    | 26 s |

## Classement général
| \| 1. \| Marco Pantani \| \| Mercatone Uno \| en \| \| \| 2. \| José María Jiménez \| \| Banesto \| + \| 38 s \| \| 3. \| Ivan Gotti \| \| Polti \| \| 45 s \| |                    |  |               |    |      |
| 1. | Marco Pantani      |  | Mercatone Uno | en |      |
| 2. | José María Jiménez |  | Banesto       | +  | 38 s |
| 3. | Ivan Gotti         |  | Polti         |    | 45 s |